# Rafael Bastos
Rafael Bastos (n. 1 ianuarie 1985, Rio de Janeiro) este un fotbalist brazilian care evoluează în prezent la clubul Chapecoense.